# Юдзукі
Юдзукі (Yuzuki, яп. 夕月) — ескадрений міноносець Імперського флоту Японії, який брав участь у Другій світовій війні.
Корабель, який став 12-м (за часом закладання) серед есмінців типу «Муцукі», спорудили у 1927 році на верфі Fujinagata в Осаці.
На момент вступу Японії до Другої світової війни «Юдзукі» належав до 23-ї дивізії ескадрених міноносців, яка 23—27 листопада супроводила транспорти з військами із Сакаїде (обернене до Внутрішнього Японського моря узбережжя Сікоку) до Хахадзіми (острови Оґасавара), а 4 грудня почала конвоювання їх у південному напрямку. 8 грудня, у день нападу на Перл-Гарбор (тільки по інший бік лінії зміни дат), загін здійснив висадку на острові Гуам (південна частина Маріанського архіпелагу). Після цього кілька тижнів есмінці дивізії провадили протичовнове патрулювання в районі Маріанських островів, допоки 10—12 січня 1942 року не пройшли з Сайпану на атол Трук у центральній частині Каролінських островів (ще до війни тут створили потужну базу японського ВМФ, з якої до лютого 1944 року провадили операції у цілому ряді архіпелагів).
У середині січня 1942 року корабель залучили до операції по оволодінню архіпелагом Бісмарка. 20 січня «Юдзукі» разом зі ще двома есмінцями та двома легкими крейсерами вийшов з Труку, маючи завдання забезпечувати безпосередній супровід транспортів із десантом для захоплення Кавієнга на північному завершенні острова Нова Ірландія (надалі тут облаштують другу за значенням японську базу в архіпелазі). У ніч проти 23 січня відбулася висадка і за кілька годин японські морські піхотинці узяли Кавієнг під контроль. Після цього «Юдзукі» більше двох тижнів ніс патрульно-ескортну службу в архіпелазі Бісмарка.
9 лютого 1942 року 23-тя, 29-та і 30-та дивізії ескадрених міноносців, а також два легкі крейсери супроводжували загін, який доправив японський десант до півострова Сурумі (центральна частина південного узбережжя Нової Британії), де японці захопили невеличкий австралійський аеродром у Гасматі (після розширення його перетворили на резервний майданчик, призначений для забезпечення аварійних посадок літаків).
У якийсь момент «Юдзукі» та інші есмінці 23-ї дивізії перейшли до Кавієнга, а 20—23 лютого 1942 року прямували звідси на Трук. 2 березня вони полишили цю базу для супроводу 6-ї дивізії крейсерів, яка мала взяти участь у операціях по зайняттю ряду пунктів у Меланезії. Першою з них стала висадка 8 березня на Новій Гвінеї в районі Лае — Сааламауа (на сході острова у глибині затоки Хуон). Вона не зустріла спротиву і наступної доби крейсерський загін полишив цей район (а вже 10 березня кораблі, які залишились біля Лае, стали ціллю для американської авіаносної авіації). Крейсери 9 березня досягнули Буки (порт на однойменному острові біля північного узбережжя значно більшого острова Бугенвіль на заході Соломонового архіпелагу), 11 числа прибули до Рабаула, 15—17 березня знову відвідали Буку, а з 18 числа перебували на якірній стоянці в проході Мьове поблизу Кавієнга. 27 березня загін прибув до Рабаула, після чого з 28 березня по 1 квітня виходив до Бугенвіля, де були якірна стоянка Шортленда та порт Кієта (південне завершення та східне узбережжя Бугенвілю відповідно). Далі крейсери перейшли з Рабаула до проходу Мьове, а 7—8 квітня забезпечили зайняття острова Манус у групі островів Адміралтейства (600 км на північний захід від Рабаула, поблизу комунікацій, що вели до архіпелагу Бісмарка з Труку та іншого важливого транспортного хабу Палау). 10 квітня крейсерський загін повернувся на Трук.
На початку травня 1942 року «Юдзукі» залучили до операції по висадці на сході Соломонових островів (перший етап більш масштабної операції, що мала завершитись оволодінням Порт-Морсбі на оберненому до Австралії узбережжі Нової Гвінеї). 3 травня разом зі ще одним есмінцем своєї дивізії «Юдзукі» охороняв загін, що доправив японський десант до острова Тулагі (у протоці північніше від значно більшого острова Гуадалканал). 4 травня цей загін став ціллю для американського авіаносного угруповання, яке рухалось до Коралового моря. «Юдзукі» зазнав незначних пошкоджень від обстрілу з повітря, проте при цьому загинуло 10 членів екіпажу.
Невдовзі «Юдзукі» повернувся до Рабаула та 11 травня 1942 року вийшов у море, супроводжуючи разом із двома іншими есмінцями загін, який мав узяти під контроль острови Науру та Оушен. У ніч проти 12 травня в районі за кілька десятків кілометрів на південний схід від острова Нова Ірландія підводний човен торпедував один із кораблів загону — мінний загороджувач «Окіносіма», після чого «Юдзукі» зняв з нього контрадмірала Сіму Кійохіде, який командував операцією. «Окіносіму» намагались довести до Буки (порт на однойменному острові біля північного завершення значно більшого острова Бугенвіль), але за пару годин корабель затонув.
13 травня загін, який поповнився іншим мінним загороджувачем та легким крейсером, знову рушив до Науру, проте 15 травня надійшло повідомлення про перебування у регіоні американського авіаносного з'єднання (це були авіаносці «Ентерпрайз» та «Хорнет», які не встигли прибути вчасно, щоб узяти участь у битві в Кораловому морі). На основі цієї інформації японці скасували операцію по оволодінню Науру (лише у серпні, після висадки американців на Гуадалканалі, вони повернуться до питання розширення контролю на сході Мікронезії)
21—28 травня 1942 року «Юдзукі» прямував з Труку до Сасебо, де до 16 червня проходив ремонт, а вже 25 червня прибув на Трук.
29 червня «Юдзукі» та ще три есмінці й легкий крейсер вирушили з Труку для супроводу конвою транспортів, які доправляли будівельників та матеріали на острів Гуадалканал (східні Соломонові острови), де вирішили спорудити аеродром. 4 липня судна прибули до якірної стоянки біля острова Саво та протягом тижня провели розвантаження, після чого «Юдзукі» узявся за патрульно-ескортну службу в районі Рабаула (можливо відзначити, що недобудований аеродром через місяць опиниться в руках союзних сил та відіграє надзвичайно велику роль у їх перемозі в шестимісячній битві за Гуадалканал).
21 липня 1942-го «Юдзукі» разом зі ще двома есмінцями та двома легкими крейсерами прикривав висадку на Новій Гвінеї у Буні (східне узбережжя півострова Папуа, звідки японці розраховували осягнути Порт-Морсбі по суходолу). Після цього з 27 по 31 липня есмінець ескортував конвой транспортів з Рабаулу до Буни і назад. Під час цього рейсу авіація союзників потопила судно «Котоку-Мару» і «Юдзукі» провадив порятунок вцілілих.
6 серпня 1942 року «Юдзукі» разом зі ще одним есмінцем «Удзукі» та легким крейсером вирушили з Рабаула для супроводу кількох транспортів до Буни. Втім, коли 7 серпня прийшли відомості про висадку союзників на сході Соломонових островів на Гуадалканалі конвой до Буни відкликали назад. 12 серпня 1942 року «Юдзукі» та есмінець «Оіте» здійснили вихід до Гуадалканалу з метою розвідки та обстрілу ворожих позицій, після повернення з якого «Юдзукі» все-таки рушив до Нової Гвінеї (котраблі у ескорті були ті ж самі, що й 6 серпня, а от із трьох транспортів в конвої залишилось тільки два). 13—14 числа загін здійснив висадку у Басабуа в районі Буни, а потім повернувся до Рабаула. 17—21 серпня «Юдзукі» супроводжував ще один конвой по маршруту Рабаул — Буна — Рабаул.
Невдовзі «Юдзукі» пройшов із Рабаула на Трук. На той час великі сили японського флоту вийшли в море для проведення конвою з підкріпленнями для Гуадалканалу (що, зокрема, призвело до битви біля східних Соломонових островів), проте «Юдзукі» залучили до іншої операції — встановлення контролю над мікронезійськими островами Науру та Оушен. 26 серпня есмінець вийшов з Труку, а 2 вересня прибув на атол Джалуїт (Маршаллові острови). У цьому проміжку японські сили зайняли зазначені острови (гарнізони з яких союзники евакуювали ще у лютому), при цьому доставку основних сил десанту здійснив загін із легкого крейсера «Юбарі», есмінця «Юнагі» та переобладнаного мінного загороджувача Кьоєй-Мару.
5 вересня 1942 року «Юдзукі» повернувся на Трук, а далі майже 2 роки ніс патрульно-ескортну службу в Океанії із перервами на ремонт у Японії з 2 січня по 18 лютого 1943-го та з 25 грудня 1943 по 22 січня 1944 року (під час останнього з нього зняли кормовий торпедний апарат та дві гармати головного калібру, натомість додали 25-мм зенітні автомати).
17—19 листопада 1942 року «Юдзукі» супроводив транспорт «Сува-мару» з Труку до Кавієнга на північному завершенні острова Нова Ірландія (друга за значенням японська база у архіпелазі Бісмарка). Завданням загону було проведення на буксирі гігантського танкера «Тонан-Мару № 2», який на початку жовтня був пошкоджений атакою підводного човна. 26 листопада здійснили першу невдало спробу переходу, що завершилась поверненням у Кавіенг. Утім, 6—11 грудня все ж вдалось привести танкер на Трук, де він кілька діб проходив тимчасовий ремонт. 16 грудня «Сува-Мару», «Тонан-Мару № 2» та «Юдзукі» рушили до метрополії, на підходах до якої 27 грудня охорону перебрав на себе есмінець «Ямагумо».
На початку березня 1943 року «Юдзукі» супроводжував з Рабаулу до Палау (важливий транспортний хаб на заході Каролінських островів) конвой F2 та був вимушений провадити порятунок вцілілих з потопленого субмариною судна «Кіріха-Мару». 3 квітня 1943 року північніше від Палау есмінець зустрів танкер «Аріма-Мару», що прямував з Балікпапану (центр нафтовидобутку на сході Борнео) на Трук. Тієї ж доби американський підводний човен потопив «Аріма-Мару», після чого «Юдзукі» знову провадив порятунок вцілілих. А 8—9 квітня 1943 року «Юдзукі» та ще два есмінці й легкий крейсер виходили з Труку для допомоги торпедованому підводним човном судну-рефрижератору «Косєй-Мару». Останнє намагались відбуксирувати на базу, проте воно у підсумку затонуло.
12—15 травня 1943 року есмінець супроводив конвой № 1121 з Труку до Рабаула, а 15—19 травня пройшов у зворотному напрямку з конвоєм № 2152.
21—30 травня 1943 року «Юдзукі» ескортував конвой № 4521 з Труку до Токійської затоки.
20—25 червня 1943 року есмінець супроводжував конвой № 6202 між атолом Кваджелейн (головна японська база на Маршаллових островах) та Труком.
На початку липня 1943 року «Юдзукі» вже був у Рабаулі, звідки вийшов 4 липня на Трук як охорона конвою № 2031.
27 липня — 4 серпня 1943 року «Юдзукі» провів конвой № 3727 з Йокосуки на Трук, а 22—29 серпня корабель вчергове пройшов між Труком і Токійською затокою з конвоєм № 4821.
У другій половині вересня 1943 року корабель виходив для зустрічі конвою № 8161, який прямував з Палау та прибув на Трук 19 вересня.
26—29 вересня 1943 року «Юдзукі» ескортував конвой № 4926 з Труку на Сайпан (Маріанські острови), після чого 30 вересня рушив з Сайпану до Японії із судном «Кенрю-Мару».
9—20 жовтня 1943 року есмінець пройшов з конвоєм № 3009B з Йокосуки на Трук. 27—29 жовтня він супроводив на завершальній ділянці маршруту танкерний конвой, який прямував з Балікпапану (центр нафтовидобутку на сході Борнео) до Труку.
У другій половині листопада 1943 року есмінець ескортував з Труку конвой № 4114, що прямував до Токійської затоки та у підсумку втратив три з чотирьох транспортів від атак підводного човна. У межах цієї операції «Юдзукі» спробував вести торпедоване «Удо-Мару» на буксирі, при цьому через шість годин після ураження корпус пошкодженого судна розломився і кормова секція затонула.
3—10 січня 1944 року «Юдзукі» ескортував на другій ділянці маршруту черговий танкерний конвой з Балікпапану до Труку.
12—17 лютого 1944 року «Юдзукі» здійснював проведення з Труку до Рабаула конвою № 1123, який став останнім конвоєм, що успішно досягнув архіпелагу Бісмарка (після нього до Рабаула пройде зі втратами конвой SO-903, а невдовзі ця колись потужна база опиниться у блокаді). 18 та 20 лютого «Юдзукі» разом з есмінцем «Мінадзукі» (до того також супроводжував № 1123) здійснили транспортні рейси з Рабаула до Кавуву (Гавуву) на мисі Хоскінс (північне узбережжя Нової Британії дещо менш ніж за 250 км на південний захід від Рабаула), а потім змогли полишити архіпелаг Бісмарка та 25 лютого прибули на Палау.
Ще кілька місяців «Юдзукі» ніс патрульно-ескортну службу в районі Палау, при цьому 27 квітня 1944 року він разом зі ще одним есмінцем «Самідаре» провадив порятунок вцілілих із потопленого легкого крейсера «Юбарі». 29 травня «Юдзукі» прибув до Сасебо та до 20 червня проходив ремонт, під час якого отримав 5 додаткових установок 25-мм зенітних автоматів.
8 вересня 1944 року есмінець розпочав ескортування конвою HI-75. Останній мав за кінцевий пункт Сінгапур, проте 17 вересня під час проходження через північну частину Південнокитайського моря «Юдзукі» разом зі ще одним есмінцем відокремився для супроводу до Маніли гідроавіаносця «Акіцусіма» та транспорту. Останній був потоплений підводним човном, проте гідроавіаносець вдалося довести 19 числа до пункту призначення (утім, вже за кілька діб Акіцусіма загине під час потужного удару авіаносної авіації по Філіппінах).
З 30 вересня по 16 жовтня 1944 року «Юдзукі» проходив ремонт у Сасебо, а 30 жовтня (вже після розгрому головних сил японського флоту в битві у затоці Лейте) разом зі ще одним есмінцем розпочав ескортування авіаносця «Дзюнйо» та легкого крейсера «Кісо» (авіаносець, зокрема, мав доправити снаряди головного калібру для лінкорів у Бруней та катери для суїцидних місій «Шиньо» до Маніли). 6 листопада загін побував у Брунеї, а 9 числа прибув до Маніли. 11 листопада «Юдзукі» та ще два есмінці розпочали супроводження «Дзунйо» та пошкодженого важкого крейсера «Тоне» до Куре, куди прибули 17 листопада (а от «Кісо» залишився у Манілі, де й загинув вже 13 листопада).
23—30 листопада 1944 року «Юдзукі» та ще два есмінці супроводили «Дзунйо» з Куре до Маніли. Далі авіаносець рушив у зворотній рейс (можливо відзначити, що він не лише повернеться з Філіппін назад до Японії, а й переживе війну), а «Юдзукі» залишився у Манілі. 10 грудня він разом зі ще двома есмінцями вийшов у супроводі конвою TA-9, який мав доправити підкріплення в район затоки Ормок (західне узбережжя острова Лейте, з висадки на якому у жовтні почалась операція союзників на Філіппінах). Конвой розвантажився на Лейте у Паломпоні, за пару десятків кілометрів від входу у затоку Ормок, а на зворотному шляху за 40 км на північний захід від Паломпону «Юдзукі» був атакований авіацією та поцілений однією бомбою. «Юдзукі» затонув, загинуло 20 членів екіпажу (217 осіб були врятовані ескортним есмінцем «Кірі»).